# رویداد کشیدن بخیه کودک در بیمارستان خمینی‌شهر
رویداد بیمارستان خمینی شهر به ماجرایی در آذرماه ١٣٩۴ اشاره دارد که به دنبال آن کارکنان اورژانس بیمارستانی در خمینی شهر پس از بخیه زدن جراحت روی صورت پسر چهار ساله و پس از باخبر شدن از این که خانواده آن کودک توان مالی پرداخت هزینه درمان را ندارند اقدام به باز کردن بخیهٔ کودک مذکور کردند. این رویداد سبب ایجاد واکنش‌های فراوانی از سوی جامعه نسبت به آن شد.

## ماجرا

### روایت اول
ماجرا از این قرار بود که بعد از ارجاع پسر چهار ساله‌ای، که در برخی منابع به اشتباه دختر قلم داد شده بود، به نام صدرا زاهدپور به بخش اورژانس و بخیه زدن صورت مجروح وی، والدینش به دلیل مشکل مالی توان پرداخت هزینهٔ درمان را نداشتند که به خاطر همین مسئله پزشک کشیک بیمارستان آیت‌الله اشرفی اصفهانی خمینی شهر به پرستار دستور باز کردن بخیه وی را می‌دهد.

### روایت دوم
روایتی دیگر از این ماجرا اظهار شده مبنی براینکه مادر کودک را برای درمان به بخش اورژانس می‌برد و سپس پرستار اقدام به بخیه زدن می‌کند.در همین حین مادر متوجه می‌شود که استطاعت پرداخت هزینۀ درمان را که بالغ بر پنجاه هزار تومان است ندارد.در همین حال پرستار برای تکمیل روند کاری پرونده و جلوگیری از کسر هزینه از حقوق خود، از مادر درخواست تعیین تکلیف می‌کند. وی نیز از پرستار می‌پرسد که آیا باید الزاماً بخیه زده شود که پرستار نیز پیشنهاد می‌کند به‌خاطر پسر بودن بیمار و بدخیم نبودن زخم از ادامۀ درمان صرف نظر کند که مادر نیز با این قضیه موافقت می‌کند.در ادامه مادر بیمار به واسطۀ یکی از کارکنان اخراجی پیشین بیمارستان، تحریک به شکایت می‌شود و ماجرا به‌صورت تحریف شده در جامعه رواج می‌یابد.این در حالیست که برخی منابع پیشتر اظهار کردند که شکایتی از سوی والدین کودک صورت نگرفته بود.در نهایت و با صدور حکم دادگاه این روایت مردود شد.

## نتیجه
پس از فراگیر شدن این خبر اظهار شد که پزشک و پرستار مسئول این رخداد تعلیق شده و تا پایان بازرسی و تشکیل دادگاه بازداشت شدند. وزیر بهداشت نیز مدعی شد از طریق فضای مجازی از این اتفاق مطلع شده و دستور پیگیری آن را داده است.همچنین درمان کودک مذکور نیز صورت گرفته و جراحی پلاستیک نیز برای وی انجام شده‌است. 

### حکم دادگاه
معاون دادسرای خمینی شهر که شخصاً نیز مدیریت این پرونده را به گردن داشت عنوان نمود که تحقیقات پیرامون این موضوع به صورت ویژه و از زوایای مختلف به عمل آمده و نتیجه آن مبنی بر این بوده که پزشک و پرستار در این رویداد مقصر هستند و تقصیر آن‌ها محرز است.در این حکم پزشک و پرستار به خاطر امتناع از کمک به مصدوم در رفع مخاطرات جانی محکوم شدند. مجازات در نظر گرفته سه تا شش سال حبس است.وی همچنین اظهار کرد که دلایل کافی برای محکوم نمودن متهمان وجود دارد.این پرونده به خاطر یافتن جنبه ی عمومی در خارج از نوبت بررسی شد.

## واکنش‌ها
این حادثه واکنش‌های بسیاری را به خصوص در بین مردم عوام جامعه و در شبکه‌های مجازی در پی داشت. محسن رضایی دبیر مجمع تشخیص مصلحت نظام نیز نسبت به این واقعه واکنش نشان داد و گفت: اگر دولتمردان در کشور به اخلاق اهمیت بدهند، درآمد و رفاه هم به دست می‌آید، ولی اولویت پول بر اخلاق و انسانیت باعث شده که اخلاق اجتماعی در جامعه ضعیف شود.